# Conistra pseudomixta
Conistra pseudomixta là một loài bướm đêm trong họ Noctuidae.